# Loi du 17 juillet 1856
La loi du 17 juillet 1856 portant sur les sociétés en commandite par actions, amendée à l'instigation du député du Doubs Pierre-Célestin Latour-Dumoulin, a créé dans le droit des sociétés en France les premières infractions spéciﬁques au droit des affaires, comme les dividendes fictifs ou le rachat d'actions. Elle a une importance considérable, car les sociétés anonymes ne représentaient jusque-là qu'une portion négligeable du nombre des sociétés créées en France, tandis que la SARL ne verra le jour qu'en 1925.

## Histoire
Le législateur est parti du constat que les infractions de droit commun ne sont pas adaptées à la vie des affaires et qu’il est difﬁcile d’étendre ces infractions, en prenant par exemple l’incrimination de distribution de dividendes ﬁctifs. Il utilise pour la première fois la sanction pénale pour que les obligations essentielles du droit des sociétés soient respectées.
La loi veut éviter que des petits actionnaires ne tombent dans des pièges financiers: elle décourage leur participation à la Bourse en fixant un montant minimum au nominal des actions, fixé à 100 francs si le capital est supérieur à 200000 francs et 500 francs si c'est au-delà.
Il s'agit aussi d'éviter le piège des sociétés qui prétendent avoir un certain capital alors qu'il n'a pas été souscrit: le législateur élargit à toutes les sociétés en commandite les dispositions applicable depuis les lois du 15 juillet 1843 et du 10 juin 1853, aux actions du secteur du chemin de fer. Elles ne pourront être négociables qu'après le versement des deux premiers cinquièmes.
Avec le même objectif, garantir que la société cotée dispose de capitaux propres suffisants, la loi souhaite éviter le rachat d'actions
 ou le remboursement d'actions par le gérant. Mais parmi les deux amendements proposés à la loi, celui de Pierre-Célestin Latour-Dumoulin, qui a réuni les signatures de 42 députés pour demander que les sociétés en commandite par actions, "ayant pour objet l'achat et la vente des valeurs industrielles", puissent "être autorisées à se transformer en société anonyme". Il ne veut pas interdire à toute société de se former pour l'achat et la vente des valeurs industrielles, mais l'obliger à prendre la forme anonyme.